# Malacopteron
Malacopteron (twijgtimalia's) is een geslacht van zangvogels uit de familie van de Pellorneidae. De wetenschappelijke naam van het geslacht is voor het eerst geldig gepubliceerd in 1839 door Thomas Campbell Eyton.

## Kenmerken
Twijgtimalia's zijn rond de 16 cm lang.

## Leefwijze
Twijgtimalia's heten in het Engels Jungle Babblers omdat het bosvogels zijn die leven in dichte ondergroei van goed ontwikkeld bos en daar jagen op insecten tussen de twijgen of op de grond. Het zijn schuwe vogels die lastig zijn te observeren en het best zijn te herkennen aan de geluiden die ze maken. 

## Soorten
De volgende soorten zijn bij het geslacht ingedeeld:
- Malacopteron affine  – Zwartkaptwijgtimalia
- Malacopteron albogulare  – Grijsborsttwijgtimalia
- Malacopteron cinereum  – Schubkruintwijgtimalia
- Malacopteron magnirostre  – Snortwijgtimalia
- Malacopteron magnum  – Roodkaptwijgtimalia
- Malacopteron palawanense  – Palawantwijgtimalia